# Sachima
El sachima es un pastel chino común presente en muchas regiones de habla china. Cada cocina regional tiene su propia variante ligeramente diferente de esta receta, aunque la apariencia de todas ellas es esencialmente la misma.

## Manchú
Originalmente, en la cocina del sachima es un aperitivo dulce, consistente principalmente en harina, mantequilla y azúcar piedra. Actualmente es popular en la China continental, tanto entre niños como entre adultos.

## Cantonés
La versión cantonesa del sachima es muy dulce. Se hace también esencialmente con los mismos ingredientes que las demás variantes, y suele espolvorearse con coco seco. Esta versión tiene una textura entre masticable y dura. En la mayoría de barrios chinos extranjeros se encuentra esta versión, que es habitual también en Hong Kong.

## Fujian
Muchas de las compañías distribuidoras de Fujian fabrican versiones envasadas del sachima. En ellas se emplea sésamo además de harina de trigo, aceite vegetal, huevo, leche, azúcar granulada y azúcar de malta. El sabor es relativamente simple comparado con las más dulces versiones cantonesas.

## China
En general, actualmente la gente en China suele comprar sachima en tiendas de conveniencias. Cada uno de ellos mide aproximadamente 4×4,5×8 cm, viene envuelto en plástico y suelen venderse de ocho en ocho.